# AFCアジアカップ2023 (予選)・プレーオフ
このページは、AFCアジアカップ2023予選のプレーオフの結果をまとめたものである。

## 方式
2次予選の各組5位チームのうち成績下位4チームが参加した。ホーム・アンド・アウェー方式で勝ち残った2チームが3次予選に進出する。2試合通じて同数のゴールを獲得した場合、アウェイゴールルールが適用される。それでも決着がつかない場合は2試合目終了直後に延長戦、さらに必要であればPK戦を行う。

## 出場チーム
| グループ (２次予選) | 各組5位 (下位４チーム) |
| ------------------- | ---------------------- |
| A                   | グアム                 |
| B                   | チャイニーズタイペイ   |
| C                   | カンボジア             |
| D                   | —                      |
| E                   | —                      |
| F                   | —                      |
| G                   | インドネシア           |
| H                   | —                      |

## 抽選
組み合わせ抽選会は、2021年6月24日15:00(UTC+8)よりマレーシア・クアラルンプールのAFC本部で行われた。4つのチーム（カンボジア、チャイニーズタイペイ、グアム、インドネシア）が一つのポットに入れられ、最初に抽選されたチームがプレーオフ１の第１戦のホストとなり、二番目に抽選されたチームがプレーオフ２の第１戦のホストとなる。引き続き三番目に抽選されたチームがプレーオフ１の第２戦のホストとなり、最後に抽選されたチームがプレーオフ２の2番目の第２戦のホストになる。

## 試合結果
第1戦は2021年10月7・9日、第2戦は2021年10月11・12日に実施された。

| チーム #1    | 合計  | チーム #2            | 第1戦 | 第2戦 |
| ------------ | ----- | -------------------- | ----- | ----- |
| グアム       | 1 - 3 | カンボジア           | 0 - 1 | 1 - 2 |
| インドネシア | 5 - 1 | チャイニーズタイペイ | 2 - 1 | 3 - 0 |

| 2021年10月9日 20:30 UTC+3 |

| グアム | 0 - 1 | カンボジア            |
|        | 記録  | チャン・ワタナカ 26分 |

| ハリファ・スポーツシティスタジアム , イーサ・タウン , （バーレーン） 観客数: 0 主審: フセイン・アボ・イェヒア |

| 2021年10月12日 19:00 UTC+3 |

| カンボジア                              | 2 - 1 | グアム                      |
| ソス・スハナ 51分 · ケオ・ソクペン 55分 | 記録  | デヴァン・メンディオラ 36分 |

| ハリファ・スポーツシティスタジアム , イーサ・タウン , （バーレーン） 観客数: 0 主審: ハビブ・アリ・イスマイル |

2試合合計3-1でカンボジアが勝利
| 2021年10月7日 19:00 UTC+7 |

| インドネシア                              | 2 - 1 | チャイニーズタイペイ |
| ルマキエク 16分 · エヴァン・ディマス 48分 | 記録  | 許恆賓 90分          |

| ブリーラム・スタジアム, ブリーラム, （タイ） 観客数: 0 主審: パヤム・ヘイダリ |

| 2021年10月11日 20:00 UTC+7 |

| チャイニーズタイペイ | 0 - 3 | インドネシア                                  |
|                      | 記録  | エギ 26分 · カンブアヤ 55分 · ウィタン 90+3分 |

| ブリーラム・スタジアム, ブリーラム, （タイ） 観客数: 0 主審: モハマド・アラファ |

2試合合計5-1でインドネシアが勝利